# Cybister guignoti
Cybister guignoti är en skalbaggsart som beskrevs av Gschwendtner 1936. Cybister guignoti ingår i släktet Cybister och familjen dykare.

## Underarter
Arten delas in i följande underarter:
- C. g. guignoti
- C. g. pseudosenegalensis